# Avis
Avis é uma vila portuguesa que está situada a cerca de 150 km de Lisboa no distrito de Portalegre, região Alentejo e sub-região do Alto Alentejo.
É sede do município de Avis com 605,97 km² de área e 3.802 habitantes (2023), subdividido em 6 freguesias. O município é limitado a nordeste pelo município de Alter do Chão, a leste por Fronteira, a sul por Sousel e por Mora e a noroeste por Ponte de Sôr.
O município de Avis estende-se pela zona Alta da Bacia Hidrográfica do Sorraia, beneficiando da presença de importantes cursos de água como Ribeira de Seda, que nas proximidades de Avis se junta à Ribeira Grande ou de Avis. A Ribeira de Seda, já no limite do concelho próximo de Pavia, recebe o Ribeiro do Almadafe, formando-se assim a Ribeira da Raia. Encontramos ainda, neste mesmo município, a Ribeira da Sarrazola, os Ribeiros do Azinhal, Alcôrrego, e Vale de Freixo.
Desde 1976 o Partido Comunista Português ganha quase a totalidade das eleições no município, autárquicas, legislativas, europeias ou presidenciais.

## Freguesias

Freguesias do município de Avis

O município de Avis está dividido em 6 freguesias:
- Alcórrego e Maranhão
- Aldeia Velha
- Avis
- Benavila e Valongo
- Ervedal
- Figueira e Barros

## Património

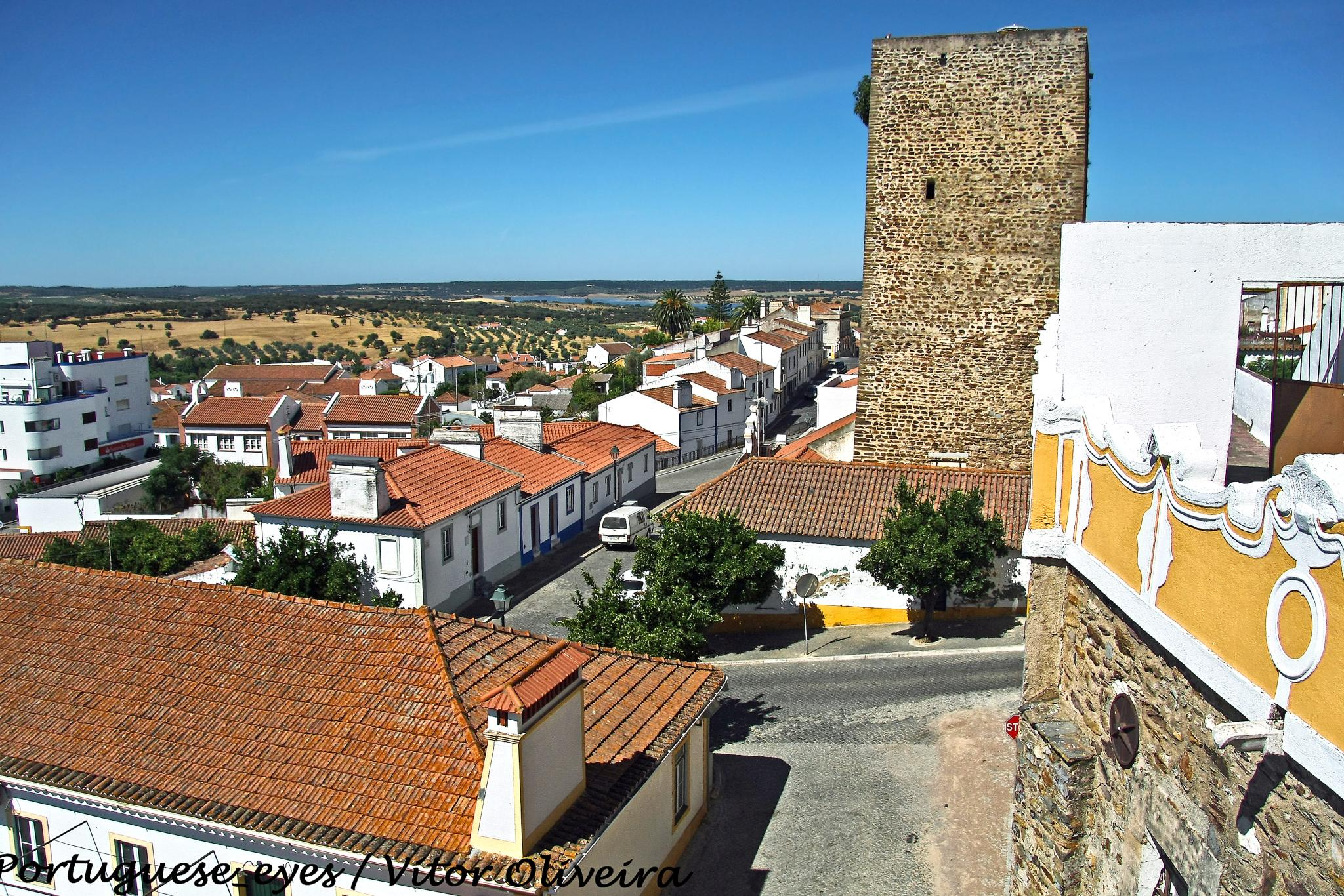
Castelo de Avis

- Castelo de Avis
- Pelourinho de Avis
- Antas do Monte da Ordem
- Lápide da Igreja de Benavila
- Mosteiro de São Bento de Avis

## Evolução da População do Município
Os Recenseamentos Gerais da população portuguesa, regendo-se pelas orientações internacionais da época (Congresso Internacional de Estatística de Bruxelas de 1853), tiveram lugar a partir de 1864.
De acordo com os dados do INE o distrito de Portalegre registou em 2021 um decréscimo populacional na ordem dos 11,5% relativamente aos resultados do censo de 2011. No concelho de Avis esse decréscimo rondou os 16,6%.

| Número de habitantes★                  | Número de habitantes★ | Número de habitantes★ | Número de habitantes★ | Número de habitantes★ | Número de habitantes★ | Número de habitantes★ | Número de habitantes★ | Número de habitantes★ | Número de habitantes★ | Número de habitantes★ | Número de habitantes★ | Número de habitantes★ | Número de habitantes★ | Número de habitantes★ | Número de habitantes★ |
| -------------------------------------- | --------------------- | --------------------- | --------------------- | --------------------- | --------------------- | --------------------- | --------------------- | --------------------- | --------------------- | --------------------- | --------------------- | --------------------- | --------------------- | --------------------- | --------------------- |
| 1864                                   | 1878                  | 1890                  | 1900                  | 1911                  | 1920                  | 1930                  | 1940                  | 1950                  | 1960                  | 1970                  | 1981                  | 1991                  | 2001                  | 2011                  | 2021                  |
| 4 361                                  | 5 170                 | 5 100                 | 6 113                 | 7 427                 | 7 426                 | 7 880                 | 8 981                 | 9 365                 | 8 977                 | 6 290                 | 5 890                 | 5 686                 | 5 197                 | 4 571                 | 3 812                 |
| Número de habitantes por Grupo Etário★ |                       |                       |                       |                       |                       |                       |                       |                       |                       |                       |                       |                       |                       |                       |                       |
|                                        |                       |                       | 1900                  | 1911                  | 1920                  | 1930                  | 1940                  | 1950                  | 1960                  | 1970                  | 1981                  | 1991                  | 2001                  | 2011                  | 2021                  |
| 0-14 Anos                              | 0-14 Anos             | 0-14 Anos             | 2 129                 | 2 804                 | 2 600                 | 2 429                 | 2 745                 | 2 421                 | 2 085                 | 1 280                 | 1 151                 | 911                   | 654                   | 519                   | 428                   |
| 15-24 Anos                             | 15-24 Anos            | 15-24 Anos            | 1 415                 | 1 449                 | 1 516                 | 1 563                 | 1 572                 | 1 716                 | 1 375                 | 690                   | 732                   | 685                   | 568                   | 481                   | 330                   |
| 25-64 Anos                             | 25-64 Anos            | 25-64 Anos            | 2 893                 | 2 946                 | 3 101                 | 3 211                 | 3 976                 | 4 421                 | 4 751                 | 3 445                 | 2 824                 | 2 723                 | 2 484                 | 2 165                 | 1 804                 |
| = ou > 65 Anos                         | = ou > 65 Anos        | = ou > 65 Anos        | 225                   | 325                   | 362                   | 452                   | 574                   | 717                   | 766                   | 875                   | 1 183                 | 1 367                 | 1 491                 | 1 406                 | 1 250                 |

★ Número de habitantes "residentes", ou seja, que tinham a residência oficial neste município à data em que os censos  se realizaram
★★ De 1900 a 1950 os dados referem-se à população "de facto", ou seja, que estava presente no município à data em que os censos se realizaram. Daí que se registem algumas diferenças relativamente à designada população residente
| Número de habitantes | Número de habitantes | Número de habitantes | Número de habitantes |
| -------------------- | -------------------- | -------------------- | -------------------- |
| 1801                 | 1823                 | 1849                 |                      |
| 3 518                | 3 469                | 3 732                |                      |

dados de 1823 têm por base o do Governo de 1 de maio de 1823 e recrutamento militar, sendo o concelho constituído pelas localidades de Avis, Aldeia Velha, Maranhão, Alcórrego e Casa Branca

## Saúde
A Unidade de Cuidados de Saúde Personalizados (UCSP) Avis dispõe de cinco polos (Ervedal, Figueira e Barros, Aldeia Velha, Benavila, e Valongo), e faz parte do Agrupamento dos Centros de Saúde (ACES) ACES São Mamede.

## Política

### Eleições autárquicas[12]

#### Câmara Municipal
| Data | %            | V            | %     | V     | %              | V  | %              | V       | %              | V   | Participação |                |
| Data | FEPU/APU/CDU | FEPU/APU/CDU | PS    | PS    | AD             | AD | PPD/PSD        | PPD/PSD | IND            | IND | Participação |                |
| ---- | ------------ | ------------ | ----- | ----- | -------------- | -- | -------------- | ------- | -------------- | --- | ------------ | -------------- |
| Data | 1976         | 50,77        | 3     | 46,74 | 2              |    |                |         |                |     |              | 88,10 / 100,00 |
| 1979 | 56,33        | 3            | 41,96 | 2     | 92,64 / 100,00 |    |                |         |                |     |              |                |
| 1982 | 61,96        | 3            | 18,22 | 1     | 17,40          | 1  | AD             | AD      | 85,97 / 100,00 |     |              |                |
| 1985 | 67,52        | 4            | 12,29 | -     |                |    | 16,67          | 1       | 85,84 / 100,00 |     |              |                |
| 1989 | 61,52        | 3            | 18,23 | 1     | 15,81          | 1  | 78,99 / 100,00 |         |                |     |              |                |
| 1993 | 59,27        | 4            | 24,11 | 1     | 12,85          | -  | 79,25 / 100,00 |         |                |     |              |                |
| 1997 | 60,37        | 4            | 25,12 | 1     | 9,81           | -  | 75,20 / 100,00 |         |                |     |              |                |
| 2001 | 56,85        | 4            | 26,05 | 1     | 13,63          | -  | 73,77 / 100,00 |         |                |     |              |                |
| 2005 | 57,39        | 4            | 26,57 | 1     | 12,29          | -  | 74,91 / 100,00 |         |                |     |              |                |
| 2009 | 53,93        | 3            | 33,50 | 2     | 8,61           | -  | 74,69 / 100,00 |         |                |     |              |                |
| 2013 | 51,04        | 3            | 30,38 | 2     | 13,43          | -  | 72,67 / 100,00 |         |                |     |              |                |
| 2017 | 61,44        | 4            | 27,99 | 1     | 6,08           | -  | 71,91 / 100,00 |         |                |     |              |                |
| 2021 | 54,91        | 3            | 20,57 | 1     | 6,24           | -  | 13,92          | 1       | 70,93 / 100,00 |     |              |                |

#### Assembleia Municipal
| Data | %            | V            | %     | V     | %              | V  | %              | V       | %              | V   | Participação |                |
| Data | FEPU/APU/CDU | FEPU/APU/CDU | PS    | PS    | AD             | AD | PPD/PSD        | PPD/PSD | IND            | IND | Participação |                |
| ---- | ------------ | ------------ | ----- | ----- | -------------- | -- | -------------- | ------- | -------------- | --- | ------------ | -------------- |
| Data | 1976         | 50,54        | 5     | 46,72 | 4              |    |                |         |                |     |              | 88,10 / 100,00 |
| 1979 | 55,83        | 14           | 42,04 | 11    | 92,62 / 100,00 |    |                |         |                |     |              |                |
| 1982 | 60,33        | 16           | 19,40 | 5     | 17,60          | 4  | AD             | AD      | 85,97 / 100,00 |     |              |                |
| 1985 | 65,11        | 11           | 13,27 | 2     |                |    | 17,63          | 2       | 85,84 / 100,00 |     |              |                |
| 1989 | 59,50        | 10           | 18,55 | 3     | 16,93          | 2  | 78,99 / 100,00 |         |                |     |              |                |
| 1993 | 57,68        | 9            | 24,43 | 4     | 13,58          | 2  | 79,25 / 100,00 |         |                |     |              |                |
| 1997 | 57,83        | 10           | 26,46 | 4     | 10,51          | 1  | 75,20 / 100,00 |         |                |     |              |                |
| 2001 | 55,27        | 9            | 25,84 | 4     | 14,71          | 2  | 73,77 / 100,00 |         |                |     |              |                |
| 2005 | 57,39        | 9            | 26,47 | 4     | 11,88          | 2  | 74,91 / 100,00 |         |                |     |              |                |
| 2009 | 53,86        | 9            | 32,65 | 5     | 9,40           | 1  | 74,69 / 100,00 |         |                |     |              |                |
| 2013 | 46,31        | 8            | 33,92 | 5     | 13,22          | 2  | 72,64 / 100,00 |         |                |     |              |                |
| 2017 | 56,64        | 9            | 31,01 | 5     | 7,12           | 1  | 71,91 / 100,00 |         |                |     |              |                |
| 2021 | 48,99        | 8            | 22,63 | 4     | 5,95           | 1  | 16,80          | 2       | 70,93 / 100,00 |     |              |                |

#### Juntas de Freguesia
| Data | Alcôrrego | Alcôrrego | Aldeia Velha | Aldeia Velha | Avis | Avis | Benavila | Benavila  | Ervedal   | Ervedal  | Figueira e Barros | Figueira e Barros | Maranhão                       | Maranhão                       | Valongo | Valongo |
| ---- | --------- | --------- | ------------ | ------------ | ---- | ---- | -------- | --------- | --------- | -------- | ----------------- | ----------------- | ------------------------------ | ------------------------------ | ------- | ------- |
| 1976 |           | FEPU      |              | FEPU         |      | PS   |          | PS        |           | FEPU     |                   | PS                | Plenário de cidadãos eleitores | Plenário de cidadãos eleitores |         | PS      |
| 1979 | APU       | APU       |              | APU          | PS   | APU  |          | APU       |           | APU      |                   |                   | Plenário de cidadãos eleitores | Plenário de cidadãos eleitores |         |         |
| 1982 | APU       | APU       | APU          |              | APU  | APU  | APU      | APU       |           |          |                   |                   | Plenário de cidadãos eleitores | Plenário de cidadãos eleitores |         |         |
| 1985 | APU       | APU       | APU          | APU          | APU  | APU  | APU      |           |           |          |                   |                   | Plenário de cidadãos eleitores | Plenário de cidadãos eleitores |         |         |
| 1989 | CDU       | CDU       | CDU          | CDU          | CDU  | CDU  |          | PS        |           |          |                   |                   | Plenário de cidadãos eleitores | Plenário de cidadãos eleitores |         |         |
| 1993 | CDU       | CDU       | CDU          | CDU          | CDU  | CDU  | PS       |           |           |          |                   |                   | Plenário de cidadãos eleitores | Plenário de cidadãos eleitores |         |         |
| 1997 | CDU       | CDU       | CDU          | CDU          | CDU  | CDU  | PS       |           |           |          |                   |                   | Plenário de cidadãos eleitores | Plenário de cidadãos eleitores |         |         |
| 2001 | CDU       | CDU       | CDU          | CDU          | CDU  | CDU  | PS       |           |           |          |                   |                   | Plenário de cidadãos eleitores | Plenário de cidadãos eleitores |         |         |
| 2005 | CDU       | CDU       | CDU          | CDU          | CDU  | CDU  |          | CDU       |           |          |                   |                   | Plenário de cidadãos eleitores | Plenário de cidadãos eleitores |         |         |
| 2009 | CDU       | CDU       | CDU          | CDU          | CDU  | CDU  | CDU      |           |           |          |                   |                   | Plenário de cidadãos eleitores | Plenário de cidadãos eleitores |         |         |
| 2013 | CDU       | CDU       | CDU          |              | PS   | CDU  | CDU      | Alcôrrego | Alcôrrego | Benavila | Benavila          |                   |                                |                                |         |         |
| 2017 | CDU       | CDU       | CDU          | PS           | CDU  | CDU  |          | Alcôrrego | Alcôrrego | Benavila | Benavila          |                   |                                |                                |         |         |
| 2021 | CDU       | CDU       | CDU          |              | CDU  | CDU  | CDU      | Alcôrrego | Alcôrrego | Benavila | Benavila          |                   |                                |                                |         |         |

### Eleições legislativas
| Data | %    | %     | %     | %    | %     | %       | %     | %     | %    | %     | %    | %   | %       | % | %  | %  |  |
| Data | PCP  | PS    | PSD   | CDS  | UDP   | APU/CDU | AD    | FRS   | PRD  | PSN   | B.E. | PAN | PSD CDS | L | CH | IL |  |
| ---- | ---- | ----- | ----- | ---- | ----- | ------- | ----- | ----- | ---- | ----- | ---- | --- | ------- | - | -- | -- |  |
| Data | 1976 | 48,19 | 32,83 | 8,06 | 4,03  | 0,67    |       |       |      |       |      |     |         |   |    |    |  |
| 1979 | APU  | 18,37 | AD    | AD   | 1,49  | 52,57   | 24,12 |       |      |       |      |     |         |   |    |    |  |
| 1980 | APU  | FRS   | AD    | AD   | 0,30  | 53,76   | 26,85 | 15,05 |      |       |      |     |         |   |    |    |  |
| 1983 | APU  | 21,70 | 17,13 | 3,47 | 0,33  | 54,54   |       |       |      |       |      |     |         |   |    |    |  |
| 1985 | APU  | 17,20 | 17,11 | 1,66 | 0,75  | 53,48   | 6,81  |       |      |       |      |     |         |   |    |    |  |
| 1987 | CDU  | 14,45 | 24,85 | 1,36 | 0,49  | 52,37   | 3,29  |       |      |       |      |     |         |   |    |    |  |
| 1991 | CDU  | 21,03 | 26,41 | 1,38 |       | 44,73   | 0,75  | 0,81  |      |       |      |     |         |   |    |    |  |
| 1995 | CDU  | 30,75 | 16,93 | 3,05 | 0,57  | 43,97   |       | 0,30  |      |       |      |     |         |   |    |    |  |
| 1999 | CDU  | 30,82 | 16,49 | 2,68 |       | 44,98   | 0,09  | 1,16  |      |       |      |     |         |   |    |    |  |
| 2002 | CDU  | 27,73 | 21,33 | 3,31 | 42,44 |         | 1,44  |       |      |       |      |     |         |   |    |    |  |
| 2005 | CDU  | 33,28 | 13,93 | 2,42 | 42,30 | 4,51    |       |       |      |       |      |     |         |   |    |    |  |
| 2009 | CDU  | 25,25 | 14,03 | 3,76 | 42,72 | 8,30    |       |       |      |       |      |     |         |   |    |    |  |
| 2011 | CDU  | 21,77 | 19,93 | 5,39 | 43,04 | 3,22    | 0,34  |       |      |       |      |     |         |   |    |    |  |
| 2015 | CDU  | 29,79 | CDS   | PSD  | 40,21 | 6,40    | 0,45  | 16,42 | 0,32 |       |      |     |         |   |    |    |  |
| 2019 | CDU  | 30,01 | 11,61 | 1,64 | 39,12 | 6,06    | 1,37  |       | 0,77 | 1,73  | 0,50 |     |         |   |    |    |  |
| 2022 | CDU  | 38,04 | 14,02 | 0,69 | 30,80 | 2,06    | 0,46  | 0,23  | 8,89 | 0,92  |      |     |         |   |    |    |  |
| 2024 | CDU  | 32,03 | AD    | AD   | 26,80 | 14,38   | 1,79  | 0,89  | 1,15 | 16,89 | 1,36 |     |         |   |    |    |  |

### Eleições europeias
| Data | %     | %     | %     | %     | %    | %    | %     | %     | %       | %     | %    | %  | %  |  |
| Data | CDU   | PSD   | PS    | CDS   | PRD  | B.E. | MPT   | PAN   | PSD CDS | L     | IL   | AD | CH |  |
| ---- | ----- | ----- | ----- | ----- | ---- | ---- | ----- | ----- | ------- | ----- | ---- | -- | -- |  |
| Data | 1987  | 52,15 | 20,68 | 13,96 | 4,89 | 3,46 |       |       |         |       |      |    |    |  |
| 1989 | 55,47 | 17,70 | 15,63 | 4,22  | PS   |      |       |       |         |       |      |    |    |  |
| 1994 | 52,95 | 14,63 | 21,00 | 3,82  | 0,14 | 0,25 |       |       |         |       |      |    |    |  |
| 1999 | 48,91 |       | 28,39 |       |      | 0,62 | 0,19  |       |         |       |      |    |    |  |
| 2004 | 49,54 | CDS   | 27,44 | PSD   | 2,09 | 0,21 | 13,84 |       |         |       |      |    |    |  |
| 2009 | 51,74 | 12,19 | 18,15 | 3,25  | 6,60 | 0,27 |       |       |         |       |      |    |    |  |
| 2014 | 51,10 | CDS   | 25,13 | PSD   | 1,62 | 2,72 | 0,84  | 10,68 | 0,42    |       |      |    |    |  |
| 2019 | 44,21 | 7,72  | 27,07 | 2,14  | 5,21 |      | 1,47  |       | 1,04    | 0,24  |      |    |    |  |
| 2024 | 26,44 | AD    | 30,73 | AD    | 3,09 | 0,15 | 0,65  | 1,84  | 5,43    | 18,92 | 9,96 |    |    |  |

## Desporto

### Modalidades
Ao nível do futebol, a vila conta com o Clube de Futebol Os Avisenses, fundado a 15 de agosto de 1945, como filial do Clube de Futebol Os Belenenses, algo que se reflete no emblema do clube, bastante semelhante ao do Belenenses. O clube conta com duas vitórias na 1ª Divisão Distrital de Portalegre, nas épocas 1998-99 e 2000-01, juntamente com uma Supertaça Comendador Rui Nabeiro, na época 2000-01. Atualmente, conta com equipas masculinas de futebol, e futsal, tanto masculino, como feminino, com equipas seniores e de formação.
Em futebol de referir também na localidade de Benavila, a Sociedade Recreativa Benavilense que teve participação no Distrital de Portalegre, sendo que de momento nenhum dos clubes tem prática no concelho.
O concelho também contou com várias equipas de futsal, como a Associação Desportiva Sócio Cultural de Aldeia Velha, e o Clube de Futebol Estrela Alcorreguense.

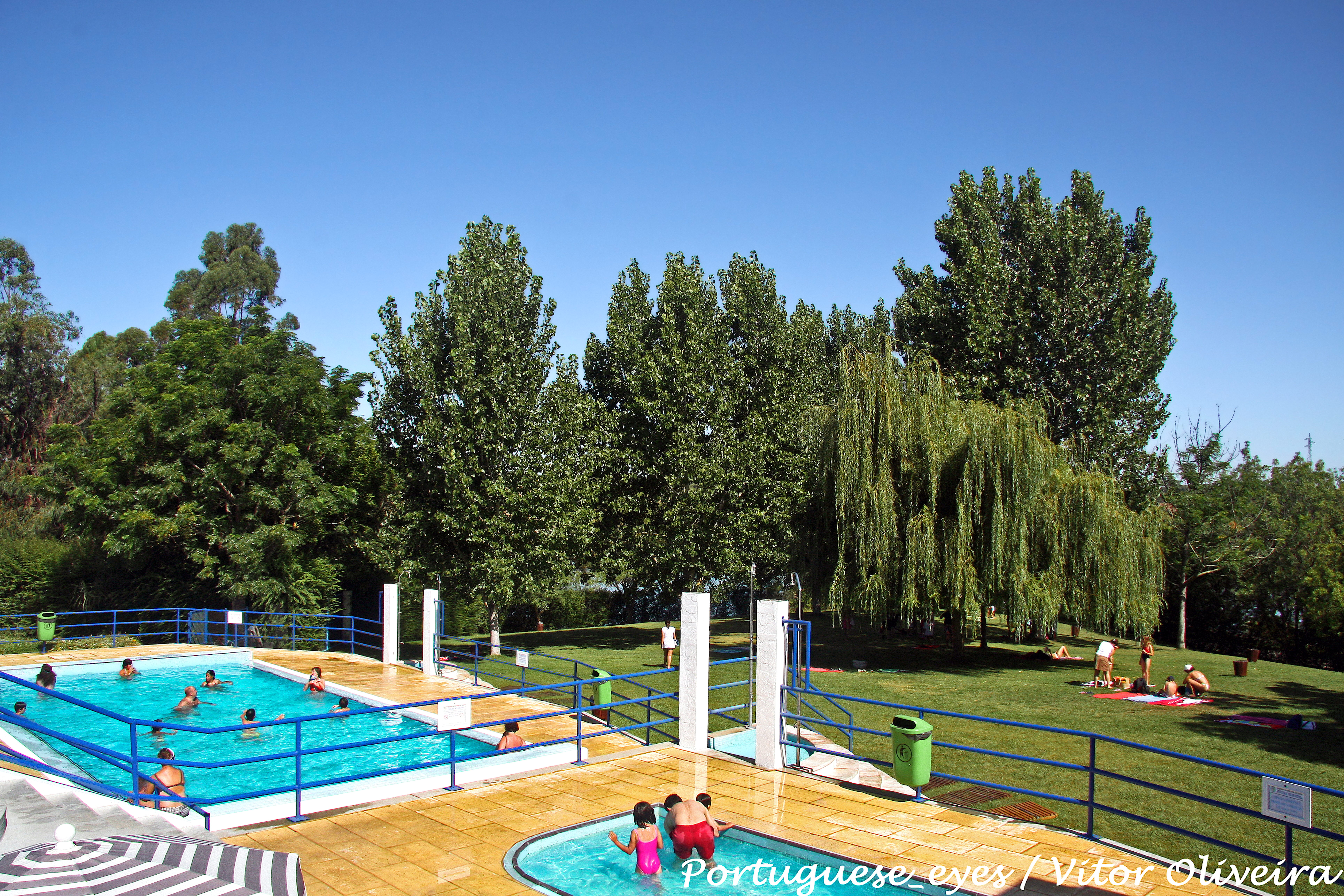
Piscina Municipal de Avis

Em Orientação, o concelho tem a Associação Desportiva e Recreativa dos Amigos do Atletismo de Avis, e enquanto único clube filiado no distrito de Portalegre, conta já com a organização de etapa do Ranking Mundial em 2024, e tem-lhe atribuída em organização conjunta o Portugal O' Meeting 2027, prova maior da modalidade em território nacional.
Sendo uma associação que realiza também eventos de atletismo nas vertentes de Corrida de Estrada, Corta-Mato e de Trail.

### Infraestruturas

#### Estádios e Campos
- Campo de Futebol de Avis
- Campo 25 de Abril
- Parque Desportivo 1º de Maio
- Polidesportivo de Avis
- Campo de Ténis de Avis

#### Pavilhões e Espaços de Atividade Física
- Pavilhão Escola Básica Mestre de Avis
- Pavilhão Gimnodesportivo de Avis
- Ginásio Municipal de Avis
- Pavilhão Multiusos de Benavila

#### Piscinas
- Piscinas Municipais de Avis[17]